# Тарасівська сільська рада (Хорольський район)
Тарасівська сільська рада — колишній орган місцевого самоврядування у Хорольському районі Полтавської області з центром у c. Тарасівка.
Населення — 934 особи.

## Населені пункти
Сільраді були підпорядковані населені пункти:
- c. Тарасівка
- с. Єрківці
- с. Запорожчине
- с. Іванці